# 캡틴 마블의 모험
캡틴 마블의 모험(Adventures Of Captain Marvel)은 미국에서 제작된 윌리엄 위트니 감독의 1941년 SF, 모험, 판타지 영화이다. 톰 타일러 등이 주연으로 출연하였다.

## 출연

### 주연
- 톰 타일러
- 윌리엄 베네딕트
- 프랭크 코글랜 주니어

### 조연
- 존 백니
- 존 데이비슨
- 나이젤 드 브룰리어
- 켄 던칸
- 리드 하들리
- 레일랜드 호지슨
- 코마이 테츠
- 조지 린
- 잭 멀홀
- 조지 펨브로크
- 스탠리 프라이스
- 어니스트 사라시노
- 로버트 스트레인지
- 브라이언트 워시번
- 해리 워스
- 카리턴 영